# Philosophe roi

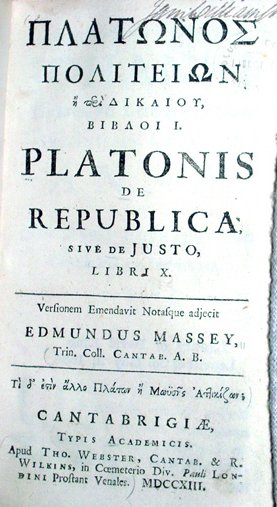
La republique de Platon, de l'année 1713. Ouvrage, où il y definit le concept de philosophe roi, notamment dans le livre IV et V.

Le philosophe roi est un concept de la philosophie politique de Platon. La politique étant un art, celui qui dirige doit détenir la science de la politique, à savoir connaître le Bien et le Juste. Platon conclut que celui qui dirige la cité doit être un philosophe, seul à même de gouverner bien.

## Concept
Platon épouse une conception aristocratique de la politique. La démocratie permettant aux médiocres d'arriver au pouvoir, quand bien même ils ne connaissent rien de la manière de diriger les hommes et une Cité et n'ont aucune idée de la Justice et du Bien, le pouvoir ne doit arriver qu'entre les mains d'une personne sage.
Platon soutient cette thèse, tout d'abord, dans ses Lettres. Dans la septième, il écrit que la réflexion philosophique lui a permis d'aboutir à la conclusion que seul le philosophe, sage d'entre les sages, est apte à connaître la justice, et donc à prendre des décisions justes (« je compris que toutes les Cités actuelles sont mal gouvernées […] je fus alors irrésistiblement amené à louer la vraie philosophie et à proclamer qu'à sa lumière seule, on peut reconnaître où est la justice dans la vie publique et dans la vie privée »). Par conséquent, « les maux ne cesseront pas pour les humains avant que la race des purs et authentiques philosophes n'arrive au pouvoir ou que les chefs des Cités, par une grâce divine, ne se mettent à philosopher ».
Cette idée se retrouve dans les dialogues platoniciens, et notamment dans le principal ouvrage de philosophie politique de Platon qu'est La République, au sein du livre V. Socrate y défend que le philosophe roi est le dirigeant idéal de la Callipolis, à savoir la cité idéale. En effet, le philosophe contemple l'Idée du Bien et du Juste, et ne désire pas le pouvoir pour son intérêt personnel ; il peut donc en faire bon usage.
L'allégorie de la caverne est une illustration du rapport entre la philosophie et le pouvoir :

« S'il n'arrive pas ou bien que les philosophes deviennent rois dans les États ou que ceux auxquels on donne maintenant le nom de rois et de princes ne deviennent philosophes, authentiquement et comme il faut ; et que cet ensemble - pouvoir politique et philosophie - se rencontre sur la même tête ; s’il n'arrive pas, d'autre part, qu'aux gens cheminant de nos jours vers l'un de ces buts à l'exclusion de l'autre (et le nombre est grand des gens qui sont ainsi faits), on ne barre de force la route, alors, mon cher Glaucon, il n'y aura pas de trêve aux maux dont souffrent les États, pas davantage, je pense, à ceux du genre humain. »

## Postérité
Emmanuel Kant fera une critique explicite du philosophe roi dans Vers la paix perpétuelle. Il écrit qu'on ne doit pas souhaiter que les philosophes deviennent roi, car « la possession du pouvoir corrompt inévitablement le libre jugement de la raison ». En revanche, les rois et les peuples lorsqu'ils gouvernent doivent « laisse[r] parler tout haut » les philosophes, car cela « leur est indispensable pour s'éclairer sur leurs propres affaires ».